# Probles curvicauda
Probles curvicauda là một loài tò vò trong họ Ichneumonidae.